# Chiesa di San Gianni in Vecchio
La chiesa di San Gianni in Vecchio è un edificio sacro che si trova in località San Gianni a Sestino.
La chiesa è documentata dal 1297, ma la sua fondazione sembra essere più antica. La parete laterale di un precedente edificio di culto ad unico ambiente absidato di epoca preromanica, ruotato di 90° rispetto all'orientamento della chiesa, è stata inglobata nell'attuale facciata ed è chiaramente individuabile per il diverso assetto murario della parte basamentale. La muratura a regolare filaretto, a sinistra del portale, contiene alcuni blocchi di pietra scolpiti a rilievo con figurazioni simboliche (croci, animali) riferibili all'XI-XII secolo.
L'interno è a navata unica con abside quadrangolare e due cappelle laterali. La torre campanaria è di forma quadrata, traforata da quattro monofore sovrapposte con cella campanaria ornata da bifore.